# Germán Dehesa
Germán Dehesa (* 1. Juli 1944 in Mexiko-Stadt; † 2. September 2010 ebenda) war ein mexikanischer Schriftsteller und Journalist.
Er studierte Chemie und spanische Literatur an der Universidad Nacional Autónoma de México. Dort war er später auch über 25 Jahre als Professor tätig. Darüber hinaus war er Autor diverser Bücher und einer täglichen Kolumne in der Tageszeitung Reforma.
Auch moderierte er in den 1980er Jahren gemeinsam mit Ángeles Mastretta die TV-Talkshow La almohada.

## Auszeichnungen
- Premio Don Quijote de Periodismo, 2008[3]

## Werke
- Adiós a las trampas
- La familia (y otras demoliciones)
- ¡Qué modos!: usos y costumbres tenochcas
- ¿Cómo nos arreglamos? Prontuario de la corrupción de México
- Las nuevas aventuras de El Principito
- No basta ser padre
- Viajero que vas
- Cuestión de amor
- Adiós a las trampas 2
- Los PRIsidentes
- Fallaste corazón